# Episodi de Il silenzio dell'acqua (seconda stagione)
La seconda stagione della serie televisiva Il silenzio dell'acqua, composta da 4 puntate, è andata in onda in prima serata su Canale 5 dal 27 novembre al 16 dicembre 2020. La prima puntata è stata trasmessa di venerdì, mentre le seguenti tre puntate di mercoledì.
| n° | Titolo          | Prima visione    |
| -- | --------------- | ---------------- |
| 1  | Prima puntata   | 27 novembre 2020 |
| 2  | Seconda puntata | 2 dicembre 2020  |
| 3  | Terza puntata   | 9 dicembre 2020  |
| 4  | Quarta puntata  | 16 dicembre 2020 |

## Prima puntata
Luisa Ferrari si appresta a interrogare Andrea Baldini.
Castel Marciano, due settimane prima. Andrea, in procinto di essere trasferito a Trieste, chiede a Roberta di sposarlo, ma l'avvenimento deve essere rinviato a causa di un nuovo caso di omicidio. Una sera, infatti, nel bosco si sente uno sparo e si vede scappare una bambina, che viene poi trovata per strada da Luisa. La piccola Giulia Liverani viene ricoverata in ospedale con la febbre, mentre Luisa e Andrea si recano alla casa nel bosco e trovano il cadavere della madre, Sara Visentin, e del fratello maggiore Luca.
Rocco Liverani viene raggiunto nella sua roulotte, nella quale vive da solo dopo essersi separato dalla moglie Sara, venendo informato e poi interrogato dai due poliziotti. Da subito viene sospettato Davide De Luca, il fratello di padre Carlo, poiché ha precedenti per droga e furto, e che da poco è tornato da una comunità. Il ragazzo viene arrestato dopo che si era rifugiato nella chiesa del fratello, e dopo di lui viene nuovamente ascoltato Rocco. Dai tabulati di Sara emergono diverse chiamate con l'avvocato divorzista Stefano Clerici, che viene sentito dopo essere risultato inizialmente irreperibile. Giulia viene affidata alla zia Silvia, data l'instabilità economica di Rocco. Matteo scopre da Nina, figlia di Silvia, che la zia Sara si era appena licenziata in piena stagione dal Riviera, la location dove avrebbe dovuto sposarsi Andrea.
In città torna dopo tanto tempo anche Elio Moras, ex di Roberta e padre biologico di Matteo; il primo incontro tra padre e figlio è disastroso. Dopo le dichiarazioni dell'avvocato di Rocco, Stefano Clerici, secondo il quale l'uomo voleva l'affidamento esclusivo dei figli ed era andato su tutte le furie il giorno dell'omicidio, il vedovo viene di nuovo interrogato senza successo. Davide viene scarcerato, ma Andrea raccomanda don Carlo di tenerlo con sé per evitare problemi; il ragazzo riceve dei soldi da Sergio, un amico di Rocco, e si evince che è stato lui ad avergli chiesto di stare dietro a Sara. Dai movimenti bancari di Rocco si notano dei bonifici ripetuti per un totale di 10000 € effettuati dalla titolare del Riviera, Katja Moznich.
- Ascolti Italia: telespettatori 2 603 000 – share 11,1%.[1]

## Seconda puntata
Andrea torna a casa alla sera e trova Roberta seduta a tavola con Elio, rimanendoci poco bene. Katja spiega a Luisa di aver pagato Rocco solo per delle lezioni private. I poliziotti interrogano anche Olga, una collega di Sara, per capire perché la vittima si fosse licenziata dall'albergo: la ragazza serba rivela che Katja e Rocco avevano una relazione. Rocco spiega ad Andrea che è andato con Katja solo per soldi, e lei paga Olga affinché non dica altro alla polizia. I due si scontrano poi sul ring e il pugile, alla domanda se è stato lui ad uccidere Sara, la liquida dicendo che è pazza. Poco dopo, sempre in palestra, Rocco prende a pugni Davide per aver seguito la moglie, ma Sergio lo ferma dicendogli che è stato lui a chiedergli di farlo per scoprire se avesse un amante.
Luisa sente anche Beatrice Trevisan, ex ragazza di Luca, il quale l'aveva mollata quando i suoi genitori si erano separati. Olga viene di nuovo interrogata e rivela che il giorno dell'omicidio, Katja ha usato la sua auto per incontrare Sara e che aveva voluto farla ingelosire; Katja però continua a negare di aver compiuto il delitto nonostante il presunto movente del delitto passionale. Dopo il funerale di Sara e Luca, Rocco chiede scusa a Davide e decide di confessarsi con don Carlo proprio mentre Beatrice rivela ai poliziotti di aver saputo da Luca che il padre a casa teneva una pistola. Rocco racconta che il figlio gli aveva rubato dal suo camper l'arma, che è quella del delitto, ma non sembra cedere e viene salvato dall'avvocato Martini, pagato anche lui da Katja.
Intanto Elio riconosce Matteo e ne diventa ufficialmente il padre, e con lui e Roberta passa una giornata nella sua casa in Slovenia. Vieno interrogato Tommaso, amico di Luca, che racconta di come Luca fosse entrato in un brutto giro. Don Carlo affronta Sergio chiedendogli di lasciare stare suo fratello e di non servirsi più di lui per i suoi affari; è Rocco che quindi si propone per sostituirlo. Dalle telecamere si vede che Sara, sostituendosi al figlio, aveva varcato il confine con la Slovenia incontrandosi, per lo stupore di Andrea, con Elio.
- Ascolti Italia: telespettatori 2 053 000 – share 9,4%.[2]

## Terza puntata
Andrea e Luisa interrogano Elio riguardo all'incontro con Sara, ma lui spiega che la donna gli avrebbe solamente chiesto indicazioni stradali. Sergio spiega a Rocco che sta importando steroidi dalla Russia per rifornire tutto il Nord-Est del paese, quindi Rocco varca il confine con la sua auto bianca e, trovando una molletta di Sara all'interno del veicolo, se la prende prima con Elio che lo allontana con una pistola, e poi, una volta tornato a Castel Marciano, con Sergio che gli spiega in quale giro fosse finito suo figlio Luca. Andrea e Luisa intervengono in tempo e interrogano, a vuoto, Sergio in commissariato vista anche la testimonianza contro di lui fatta da Davide, spinto dal fratello prete, il quale racconta anche che Elio si occupa di rifornire Sergio degli steroidi. La piccola Giulia racconta a Luisa e alla dottoressa Giorgia Gressan che la madre e la zia litigavano spesso.
Elio porta a cena Roberta, Matteo e Nina, ma quando Andrea lo scopre interviene e spintona l'indiziato per poi allontanarsi con la famiglia. Poco dopo si confronta con Luisa, e tra i due inizia ad esserci del tenero. Davide va in paranoia e scappa dalla casa del fratello dopo aver ricevuto una chiamata minacciosa da Sergio ma, in una colluttazione nei pressi della stazione, don Carlo finisce per prendersi una coltellata: Sergio è ora ricercato per questo fatto e trova riparo da Elio, la cui casa viene perquisita il giorno dopo dalla polizia slovena; Andrea mette poi al corrente Roberta dei traffici illeciti del suo ex. Nel frattempo viene interrogato Umberto Ronchetti, zio di Giulia, che confessa di essere stato a casa di Sara per recuperare un porta-foto attorno al quale, secondo Luisa, ci sarebbe stata una contesa. Una sera Rocco cerca di vedere la figlia ma, viste le difficoltà, tira un pugno al cognato Umberto per poi andarsene. Andrea nel frattempo è in Slovenia e sta addosso a Elio, ricevendo di conseguenza un altro richiamo da Luisa.
Nina si fa forza e, supportata da Matteo, denuncia i propri genitori: a casa Ronchetti viene così trovata una lettera della madre delle sorelle Visentin nella quale la donna, come raccontato da Silvia durante l'interrogatorio, chiedeva di destinare buona parte dei propri soldi a Sara, che era più fragile e in quel momento più bisognosa rispetto a Silvia, ma quest'ultima aveva nascosto tutto alla sorella scatenando un duro litigio tra le due quando Sara avrebbe trovato la lettera nel porta-foto. Di conseguenza, Silvia e Umberto risultano coinvolti nelle indagini e la piccola Giulia, non potendo essere affidata neanche al padre, viene accolta nel centro di Giorgia. Elio si presenta a casa di Roberta e cerca di baciarla, ma la donna lo allontana spaventata e, quando alla sera racconta il fatto ad Andrea, quest'ultimo si precipita al Riviera e prende a pugni il rivale mandandolo all'ospedale.
- Ascolti Italia: telespettatori 2 201 000 – share 10%.[3]

## Quarta puntata
Andrea, interrogato da Luisa, nega l'incontro con Elio, il quale in ospedale riceve la visita del figlio. Andrea, che nel frattempo è corso a casa per dire a Roberta di non aver fatto nulla scontrandosi con Matteo, è accusato di lesioni e abuso d'ufficio; racconta a Luisa di essere stato colpito da Elio e di essersene poi andato, ma viene comunque messo in cella. Sergio, in un messaggio vocale a Rocco, nega di essere coinvolto con la morte di sua moglie e inoltre dice di volergli lasciare la palestra. Matteo decide di andare a vivere con Elio, mentre Roberta decide di credere ad Andrea e Luisa le concede di dormire con lui in cella. Elio, sentendosi minacciato, uccide Sergio nel suo magazzino sparandogli un colpo in testa per poi gettare il cadavere in acqua. Luisa si insospettisce quando scopre che Elio si è presentato in ospedale solo tre ore dopo la presunta aggressione.
Salvatore, il padre di Rocco, vende il suo rimorchiatore per pagare l'avvocato al figlio così da poter fare ricorso per l'affidamento della piccola Giulia. Matteo non si fida del padre, e difatti dopo aver orecchiato una sua telefonata fatta con un secondo cellulare mette al corrente Luisa; poco dopo lo segue al suo magazzino facendosi beccare ma Luisa, che ha tracciato la sua posizione, interviene in tempo e arresta l'uomo, nel cui capannone vengono ritrovati steroidi da contrabbando e una pistola oltre al secondo cellulare. Elio, che in realtà si era fatto picchiare da Sergio per poi far ricadere la colpa su Andrea, viene però rilasciato dopo poco perché le sostanze che per l'Italia sono illegali per la Slovenia non lo sono. Giulia racconta a Luisa che, durante un litigio in casa prima della delitto, la madre aveva confessato al padre che lei non era sua figlia; Rocco, mentendo, nega però questo fatto durante l'interrogatorio. Don Carlo mostra ai poliziotti i disegni macabri fatti dal fratello compreso quello che ritrae la scena del crimine; durante l'interrogatorio Davide nega di aver ucciso Luca e Sara, ma viene comunque arrestato. Nel frattempo qualcuno ha rotto i sigilli dalla casa di Sara, ma non sembra mancare alcunché. Davide confessa di aver trovato Luca e Sara morti e di aver rubato degli oggetti dalla casa e, nonostante l'accusa di furto, viene rilasciato. In Slovenia intanto riaffiora il cadavere di Sergio.
Rocco rapisce Giulia e la porta nella casa nel bosco; in commissariato suo padre Salvatore ammette di avergli fornito un finto alibi per la sera del delitto. La polizia arresta poi Rocco fuori dalla casa mentre Luisa ritrova Giulia che era scappata nel bosco. Dalle analisi emerge a sorpresa che il padre di Giulia non è Rocco, bensì Salvatore: in commissariato, quest'ultimo confessa di essersi innamorato di Sara dal primo momento che l'aveva vista e che la voleva tutta per sé; quando lei gli disse di non volerlo più vedere, che gli voleva impedire di vedere Giulia (concepita dopo che Salvatore l'aveva violentata) e di voler rivelare tutta la verità a Rocco, l'unico uomo che ha mai amato nella sua intera vita, Salvatore la accoltellò, e in una colluttazione sparò a Luca il quale voleva difendere la madre. Rocco può finalmente ricongiungersi con la piccola Giulia e accetta i soldi che gli offre la cognata come aiuto. Arriva la conferma del fatto che il proiettile trovato nel corpo di Sergio proviene dalla pistola di Elio, il quale però si è reso irreperibile. Quando Andrea torna a casa per stare in famiglia si ritrova con una pistola puntata alla tempia da Elio assetato di vendetta; in quel momento arriva Luisa che spara ad Elio, ma dall'arma di quest'ultimo parte uno sparo contro Andrea. L'episodio si chiude con Luisa che cerca di soccorrere il collega ormai esanime.
- Ascolti Italia: telespettatori 2 283 000 – share 10,9%.[4]